# Luis Mexía de la Cerda
Luis Mexía de la Cerda o Mejía de la Cerda (Sevilla, 1560-c. 1635), jurista, poeta y dramaturgo español del Siglo de Oro, al que no hay que confundir con otro Luis Mexía algo anterior, autor del Apólogo de la ociosidad y el trabajo (1546), ni con los nobles homónimos.

## Biografía
Se licenció en leyes y ya en 1611 era doctor; trabajó como relator de la Chancillería de Valladolid, donde residía, y participó como poeta en las Fiestas que se hicieron en Valladolid en la Beatificación de Santa Teresa (1614), y como testigo en los procesos de beatificación y canonización de San Juan de Dios. Se casó en Valladolid, parroquia de San Martín, de la que dependía la Real Chancillería, con María Redondo de Guevara; se divorciaron de buen acuerdo unos meses después. Tuvo un tropezón inquisitorial en 1616 cuando fue denunciado por un asunto de Teología contenido en una oración en latín suya en loor de la Virgen, pero el proceso no fue a más porque ese mismo lugar había sido utilizado por un obispo, como él mismo se ocupó en demostrar imprimiendo ambas obras. Dictó testamento el 19 de abril de 1618, aunque sobrevivió bastante a esa fecha, y allí declara tener 58 años, por lo que debió nacer en 1560. Lo mencionan como autor dramático Agustín de Rojas Villandrando en su Viaje entretenido (1603) y como poeta Cervantes en su Viaje del Parnaso (1613), si es que no se refiere en realidad al traductor de Ovidio Diego Mejía. 
Su obra más famosa es la Tragedia famosa de Doña Inés de Castro, reina de Portugal, que se publicó primero en la Tercera parte de las comedias de Lope de Vega, aunque no es suya. Se inspira en la Nise lastimosa de Jerónimo Bermúdez. También escribió los autos sacramentales Las pruebas del linaje humano (1621) y El juego del hombre (1625), que se conserva manuscrito en la Biblioteca Nacional de Madrid. Participó con una décima en elogio del arquitecto Francisco de Praves en los preliminares de su traducción del Libro primero de la Architectura de Andrea Palladio (Valladolid: Juan Lasso, 1625). Se le atribuye también la comedia La humildad ensalzada.

## Obras
- Oración del Doctor Mexia de la Cerda dicha en el Convento de S. Francisco de Valladolid el séptimo día de la Octava de la Purissima Concepción de Nuestra Señora, año de 1616 (en latín).
- Tragedia famosa de Doña Inés de Castro, reina de Portugal, 1611.
- Historia de San Juan de Dios
- Las pruebas del linaje humano (1621), auto sacramental.
- El juego del hombre: auto sacramental, manuscrito de 1625.